# Брашир (лунный кратер)
Кратер Брашир (лат.  Brashear ) — крупный ударный кратер находящийся в южной приполярной области на обратной стороне Луны. Название дано в честь американского астронома Джона Альфреда Брашира (1840—1920) и утверждено Международным астрономическим союзом в 1970 г. Сведения о периоде образования кратера отсутствуют.

## Описание кратера

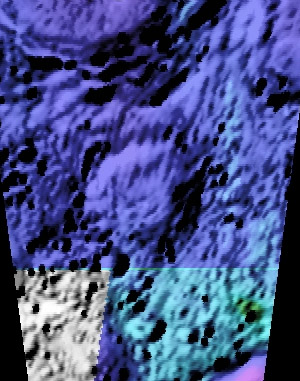
Фрагмент карты LAC-141.

Ближайшими соседями кратера являются большой кратер Антониади на севере; большой кратер Нумеров на северо-востоке и крупный кратер Де Форест на юго-востоке. 

Селенографические координаты центра кратера 73°32′ ю. ш. 171°34′ з. д. / 73,54° ю. ш. 171,57° з. д., диаметр 60,2 км, глубина 2,4 км.

За время своего существования кратер значительно разрушен и покрыт породами выброшенными при импакте образовавшем кратер Антониади. Высота вала над окружающей местностью 1170 м. 
От сателлитного кратера Брашир P (см. ниже), находящегося на юге-юго-западе от кратера, в западном направлении тянется цепочка кратеров и долин общей протяженностью несколько сотен километров.

## Сателлитные кратеры
| Брашир | Координаты                                              | Диаметр, км |
| ------ | ------------------------------------------------------- | ----------- |
| P      | 76°22′ ю. ш. 176°19′ з. д. / 76,37° ю. ш. 176,32° з. д. | 68,7        |

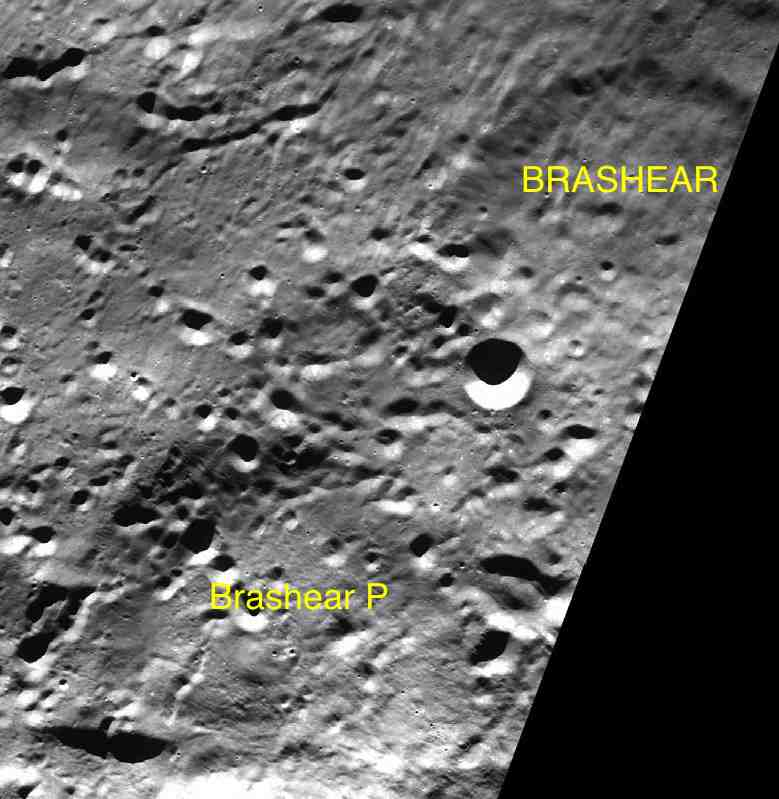
Фрагмент карты LAC-141.

- Образование сателлитного кратера Брашир P относится к донектарскому периоду[3].